# Давид ди Донателло 2021
66-я ежегодная церемония вручения премии «Давид ди Донателло» итальянской Академии итальянского кино за достижения в итальянском кинематографе за 2020 год состоялась 11 мая 2021 в Риме, Италия.
Мероприятие транслировалось в прямом эфире в прайм-тайм на RAI 1, которое вёл Карло Конти.
В этот раз были внесены поправки в правила, позволяющие принимать те фильмы, которые из-за чрезвычайных положений, связанных с сдерживанием пандемии COVID-19, не могли быть показаны в кинотеатрах и поэтому распространялись на потоковых платформах.
Церемония прошла при участии кандидатов, разделенных на два места: одно в Оперном театре в Риме и в телевизионной студии Фабрицио Фрицци.
Номинации были объявлены 26 марта 2021 года; наибольшее количество номинаций получили фильмы «Я хотел спрятаться», «Хаммамет», «Плохие сказки», «Невероятная история Острова роз» и «Мисс Маркс».

## Победители и кандидаты

### Лучший фильм
- Я хотел спрятаться, режиссёр Джорджо Диритти
- Плохие сказки, режиссёр Дамиано и Фабио Роберто Д’Инноченцо
- Хаммамет, режиссёр Джанни Амелио
- Тайна сестёр Макалузо, режиссёр Эмма Данте
- Мисс Маркс, режиссёр Сузанна Никкьярелли

### Лучший режиссёр
- Джорджо Диритти — Я хотел спрятаться
- Дамиано и Фабио Роберто Д’Инноченцо — Плохие сказки
- Джанни Амелио — Хаммамет
- Эмма Данте — Тайна сестёр Макалузо
- Сузанна Никкьярелли — Мисс Маркс

### Лучший режиссёрский дебют
- Пьетро Кастеллитто — Хищники
- Джиневра Эльканн — Если бы…
- Мауро Манчини — Урок любви
- Элис Филиппи — Как женить красавчика
- Кекко Дзалоне — Невезучий

### Лучший оригинальный сценарий
- Маттиа Торре — Двойное счастье
- Франческо Бруни в сотрудничестве с Ким Росси Стюарт — Cosa sarà
- Дамиано и Фабио Роберто Д’Инноченцо — Плохие сказки
- Пьетро Кастеллитто — Хищники
- Джорджо Диритти, Таня Педрони и Фредо Валла — Я хотел спрятаться

### Лучший адаптированный сценарий
- Джованни Ди Грегорио и Марко Петтенелло — Lontano lontano
- Сальваторе Мереу — Ассандира
- Франческо Пикколо, Доменико Старноне, Даниэле Лукетти — Порочная связь
- Стефано Мордини, Франческа Марчано, Лука Инфашелли — Венецианские тайны
- Пупи Авати, Томмазо Авати — Она говорит со мной

### Лучший продюсер
- Марта Донцелли и Грегорио Паонесса для Vivo film и Rai Cinema, Джозеф Росчоп и Валери Бурнонвилль для Tarantula Belgique — Мисс Маркс
- Агостино Сакка и Джузеппе Сакка для Pepito Produzioni и Rai Cinema, AMKA Films Productions, Vision Distribution и QMI — Плохие сказки
- Маттео Ровере — Невероятная история Острова роз
- Доменико Прокаччи и Лаура Паолуччи для Fandango с Rai Cinema — Хищники
- Карло Дельи Эспости и Никола Серра с Rai Cinema — Я хотел спрятаться

### Лучшая актриса
- Софи Лорен — Вся жизнь впереди
- Паола Кортеллези — Двойное счастье
- Виттория Пуччини — 18 подарков
- Микаэла Рамаццотти — Лучшие годы
- Альба Рорвахер — Порочная связь

### Лучший актёр
- Элио Джермано — Я хотел спрятаться
- Пьерфранческо Фавино — Хаммамет
- Валерио Мастандреа — Двойное счастье
- Ренато Подзетто — Она говорит со мной
- Ким Росси Стюарт — Cosa sarà

### Лучшая актриса второго плана
- Матильда Де Анджелис — Невероятная история Острова роз
- Барбара Чичиарелли — Плохие сказки
- Клаудия Джерини — Хаммамет
- Бенедетта Поркароли — 18 подарков
- Альба Рорвахер — Если бы…

### Лучшая актёр второго плана
- Фабрицио Бентивольо — Невероятная история Острова роз
- Джузеппе Чедерна — Хаммамет
- Габриэль Монтези — Плохие сказки
- Лино Муселла — Плохие сказки
- Сильвио Орландо — Порочная связь

### Лучший оператор
- Маттео Кокко — Я хотел спрятаться
- Паоло Карнера — Плохие сказки
- Луан Амелио — Хаммамет
- Герардо Госси — Тайна сестёр Макалузо
- Кристель Форнье — Мисс Маркс
- Микеле Д’Аттаназио — Наш отец

### Лучшая музыка для фильма
- Gatto Ciliegia contro il Grande Freddo и Даунтаун Бойс — Мисс Маркс
- Никола Пьовани — Хаммамет
- Никколо Контесса — Хищники
- Микеле Брага — Невероятная история Острова роз
- Пивио и Альдо Ди Скальци — Урок любви
- Марко Бискарини и Даниэле Фурлати — Я хотел спрятаться

### Лучшая оригинальная песня
- Immigrato (музыка и слова Кекко Дзалоне и Антонио Иаммарино, в исполнении Checco Zalone) — Невезучий
- Io sì (Seen) (музыка Дайан Уоррен, слова Лаура Паузини и Никколо Альярди, в исполнении Лауры Паузини) — Вся жизнь впереди
- Gli anni più belli (музыка, слова и исполнение Клаудио Бальони) — Лучшие годы
- Miles Away (музыка Пивио и Альдо Ди Скальци, слова и исполнение Женева Нерви) — Урок любви
- Invisible (музыка и слова Марко Бискарини, в исполнении La Tarma) — Я хотел спрятаться

### Лучшая художественная постановка
- Паола Заманьи, Людовика Феррарио и Алессандра Мура — Я хотел спрятаться
- Паоло Бонфини, Паола Пераро, Эмита Фригато и Эрика Аверса — Плохие сказки
- Джанкарло Базили и Андреа Касторино — Хаммамет
- Тонино Дзера и Мария Грация Ширрипа — Невероятная история Острова роз
- Алессандро Ваннуччи, Игорь Гэбриел и Фиорелла Чиколини — Мисс Маркс

### Лучший художник по костюмам
- Массимо Кантини Паррини — Мисс Маркс
- Маурицио Милленотти — Хаммамет
- Николетта Таранта — Невероятная история Острова роз
- Ванесса Саннино — Тайна сестёр Макалузо
- Урсула Патцак — Я хотел спрятаться

### Лучший визаж
- Луиджи Чиминелли, Андреа Леанца и Федерика Кастелли — Хаммамет
- Луиджи Рокетти — Невероятная история Острова роз
- Валентина Ианнучилли — Тайна сестёр Макалузо
- Диего Престопино — Мисс Маркс
- Джузеппе Дезиато и Лоренцо Тамбурини — Я хотел спрятаться

### Лучшие причёски
- Альдо Синьоретти — Я хотел спрятаться
- Даниэле Фиори — Плохие сказки
- Массимилиано Дуранти — Хаммамет
- Альдина Говернатори — Тайна сестёр Макалузо
- Доминго Санторо — Мисс Маркс

### Лучший монтаж
- Эсмеральда Калабрия — Плохие сказки
- Джоджо Франкини — Двойное счастье
- Симона Паджи — Хаммамет
- Джанни Веццози — Невероятная история Острова роз
- Паоло Коттиньола и Джорджо Диритти — Я хотел спрятаться

### Лучший звук
- Я хотел спрятаться
- Плохие сказки
- Хаммамет
- Невероятная история Острова роз
- Мисс Маркс

### Лучший визуальные эффекты
- Стефано Леоне и Элизабетта Рокка — Невероятная история Острова роз
- Лука Савиотти — Хаммамет
- Максимилиан Баптист — Мисс Маркс
- Рено Квиличини и Лоренцо Чекотти — Книга духов
- Родольфо Мильяри — Я хотел спрятаться

### Лучший документальный фильм
- Меня зовут Франческо Тотти, режиссёр Алекс Инфашелли
- Вера, режиссёр Валентина Педичини
- Ночное, режиссёр Джанфранко Рози
- Пунтасакра, режиссёр Франческа Маззолени
- Росселлини, режиссёр Алессандро Росселлини

### Лучший короткометражный фильм
- Anne, режиссёр Доменико Кроче и Стефано Мальчиоди[3]
- Gas Station, режиссёр Ольга Торрико
- Il gioco, режиссёр Алессандро Хабер
- L’oro di famiglia, режиссёр Эмануэле Пизано
- Shero, режиссёр Клаудио Казале

### Лучший иностранный фильм
- 1917, режиссёр Сэм Мендес
- Отверженные, режиссёр Ладж Ли
- Кролик Джоджо, режиссёр Тайка Вайтити
- Дело Ричарда Джуэлла, режиссёр Клинт Иствуд
- Извините, мы вас не застали, режиссёр Кен Лоуч

### Премия Давида Джовани
- 18 подарков, режиссёр Франческо Амато
- Плохие сказки, режиссёр Дамиано и Фабио Роберто Д’Инноченцо
- Лучшие годы, режиссёр Габриэле Муччино
- Невероятная история Острова роз, режиссёр Сидней Сибилиа
- Невезучий, режиссёр Лука Медичи

### За жизненные достижения
- Сандра Мило — карьера[4]
- Диего Абатантуоно[5]
- Моника Беллуччи
- Джиджи Пройетти — в память

### David dello spettatore
- Невезучий, режиссёр Кекко Дзалоне — 6 674 622 зрителей[6]

### Targa David 2021 — Признание чести
- Сильвия Анджелетти, Иванна Легкар и Стефано Маронгиу — за вклад в безопасное возобновление производства фильмов и аудиовизуальных произведений в Риме и Италии во время кризиса COVID-19[7]